# Edna Flugrath

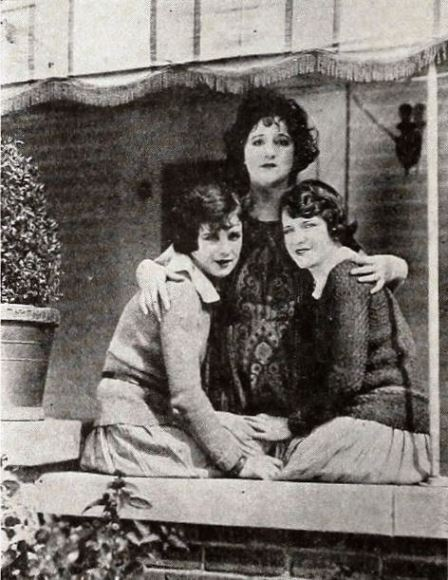
Leonie, Edna und Virginia Flugrath

Edna Flugrath (* 30. Dezember 1892 in Brooklyn, New York; † 6. April 1966 in San Diego, Kalifornien) war eine US-amerikanische Stummfilmschauspielerin.

## Leben
Edna Flugrath wurde 1892 als älteste von drei Schwestern geboren, die alle schauspielerisch tätig wurden. Ihre Schwester Virginia Flugrath trat unter dem Namen Viola Dana auf, die jüngste Schwester Leonie wählte das Pseudonym Shirley Mason.
Sie begann ihre Karriere mit Bühnenauftritten beim Theater, in Vaudeville-Shows und beim Ballett. Nach mehrjährigen Tournee-Auftritten kehrte sie nach New York City zurück, wo sie eine Anstellung beim Film suchte. Sie erhielt eine Festanstellung als Schauspielerin bei der Edison Film Company und übernahm dort ab dem Jahr 1912 Hauptrollen in zahlreichen Kurzfilmen.
Während ihrer Arbeit bei Edison lernte sie ihren späteren Ehemann Harold M. Shaw kennen. Sie folgte ihm 1913 nach England und trat dort in vielen Filmen für die London Film Company unter seiner Regie auf. Nachdem die London Film Company in finanzielle Schwierigkeiten geraten war, unterzeichneten Shaw und Flugrath 1916 einen Vertrag mit dem südafrikanischen Unternehmer I. W. Schlesinger für dessen Studio African Film Productions. Als erstes Projekt aus dieser Zusammenarbeit entstand der Historienfilm De Voortrekkers (1916), der die Geschichte des Großen Trecks der Buren und der Schlacht am Blood River erzählte. Er gilt als ältester erhaltener Langfilm aus südafrikanischer Produktion. Nach einem Streit mit Schlesinger drehte Shaw in Südafrika noch die Filme The Rose of Rhodesia (1918) und Thoroughbreds All (1919), bevor das Paar nach Großbritannien zurückkehrte.
Nachdem Flugrath 1917 Shaw geheiratet hatten, zog sie sich kurzzeitig von der Arbeit als Schauspielerin zurück. Ab dem Jahr 1920 trat sie wieder unter der Regie ihres Mannes in Filmen der London Film Company und der Stoll Film Company auf. 1922 zog das Ehepaar in die Vereinigten Staaten zurück, wo Shaw noch wenige Filme für die Metro Pictures Corporation drehte, bevor er sich vom Filmemachen zurückzog. Nachdem es Flugrath nicht gelungen war, ihre Filmkarriere in den Vereinigten Staaten fortzusetzen, gründete sie in Hollywood einen Schönheitssalon. 1926 starb Shaw bei einem Verkehrsunfall in Los Angeles.
In zweiter Ehe war Flugrath mit Halliburton Houghton verheiratet. Später zerstritt sie sich mit ihren beiden Schwestern, die von ihrem Tod im April 1966 in San Diego nur über Reporter erfuhren.

## Filmografie
- 1912: What Happened to Mary
- 1912: The Dam Builder
- 1912: Hearts and Diamonds
- 1912: Uncle Mun and the Minister
- 1912: Outwitting the Professor
- 1912: Like Knights of Old
- 1912: At the Masquerade Ball
- 1912: The New Member of the Life Saving Crew
- 1912: The Third Thanksgiving
- 1912: On Donovan′s Division
- 1912: Annie Crawls Upstairs
- 1912: A Proposal Under Difficulties
- 1913: At Bear Track Gulch
- 1913: A Perilous Cargo
- 1913: The Governess
- 1913: The Photograph and the Blotter
- 1913: Mother′s Lazy Boy
- 1913: Between Orton Junction and Fallonville
- 1913: His Undesirable Relatives
- 1913: Nursery Favorites
- 1913: An Unwilling Separation
- 1913: A Tardy Recognition
- 1913: Bobbie′s Long Trousers
- 1913: The Girl, the Clown and the Donkey
- 1913: Saved by the Enemy
- 1913: The Widow′s Suitors
- 1913: Hiram Green, Detective
- 1913: A Race to New York
- 1914: Nan Good-for-Nothing
- 1914: The Ring and the Rajah
- 1914: Duty
- 1914: Child o′ My Heart
- 1914: England's Menace
- 1914: His Reformation
- 1914: Turtle Doves
- 1914: Trilby
- 1914: Bootle's Baby
- 1914: Two Little Ambitions
- 1914: The King's Minister
- 1914: Two Little Britons
- 1914: V.C.
- 1914: A Christmas Carol
- 1914: The Two Columbines
- 1914: Lil o′ London
- 1914: The Incomparable Bellairs
- 1914: Liberty Hall
- 1915: The Ashes of Revenge
- 1915: A Garrett in Bohemia
- 1915: The Heart of a Child
- 1915: The Derby Winner
- 1915: The Third Generation
- 1915: Mr. Lyndon at Liberty
- 1915: The Heart of Sister Ann
- 1915: The Firm of Girdlestone
- 1916: You
- 1916: Me and Me Moke
- 1916: The Splendid Waster
- 1916: The Man Without a Soul
- 1916: De Voortrekkers
- 1916: The Two Roads
- 1917: Sonny′s Little Bit
- 1918: Die Rose von Rhodesia (The Rose of Rhodesia)
- 1920: True Tilda
- 1920: The Pursuit of Pamela
- 1920: London Pride
- 1920: The Land of Mystery
- 1921: Kipps
- 1921: A Case of Identity
- 1921: A Dear Fool
- 1922: False Evidence
- 1923: The Social Code